# Рыбчински, Наталия
Наталия Рыбчински (англ. Natalia Rybczynski) — современный канадский палеонтолог и палеоэколог. Специализируется в эволюционной функциональной морфологии, в частности в условиях полярного климата.
Длительное время является штатным исследователем Канадского музея природы, профессор Карлтонского университета в Оттаве. Защитила докторскую диссертацию в Университете Дьюка.
Получила известность как открыватель ранее неизвестного животного, которое можно рассматривать как недостающее звено между древними хищниками и современными тюленями. Puijila darwini была обнаружена в 2007 г. на острове Девон в Канадской Арктике, о чём было сообщено в публикации в журнале Nature в апреле 2009 г. Также Наталия внесла вклад в понимание биомеханики суминии — примитивного пермского синапсида (предка млекопитающих) с ранними признаками специализации зубов для жевания.
Племянница писателя и архитектора Витольда Рыбчински.

## Избранные публикации
- A semi-aquatic Arctic mammalian carnivore from the Miocene epoch and origin of Pinnipedia
- Earliest evidence for efficient oral processing in a terrestrial herbivore
- Cranial morphology and phylogenetic significance of suminia getmanovi, a late permian anomodont from Russia
- A 3D animation model of Edmontosaurus (Hadrosauridae) skull for testing chewing hypotheses
- Castorid phylogenetics: Implications for the evolution of swimming and tree exploitation in beavers
- Pliocene Arctic temperature constraints from the growth rings and isotopic composition of fossil larch wood
- Cranial anatomy and phylogenetic position of Suminia getmanovi, a basal anomodont (Amniota: Therapsida) from the Late Permian of Eastern Europe